# Henri-Frédéric de Hohenlohe-Langenbourg
Henri-Frédéric de Hohenlohe-Langenbourg (né le 7 septembre 1625 à Langenbourg, mort le 2 juin 1699 au même endroit), comte titulaire de Hohenlohe-Langenbourg et Greichen dès ses 3 ans, règne officiellement 71 ans sur ses terres incluses dans les royaumes de Bavière et du Wurtemberg, dans le Saint-Empire romain germanique, ce qui en fait l'un des plus longs règnes d'Europe.

## Règne
À la tête de la maison de Hohenlohe-Langenbourg, branche cadette des Hohenlohe-Neunstein protestants, Henri-Frédéric engage son comté dans la guerre de Trente Ans dont il subit les ravages. Il parvient ensuite à rétablir la prospérité et à assainir les finances. Le clocher de l'église de Langenbourg, qui abrite encore aujourd'hui quatre cloches, a été construit sous son règne.

## Mariages
Fils cadet du comte Philippe-Ernest de Hohenlohe-Langenbourg et de sa femme Anne-Marie de Solms-Sonnewalde, il épouse le 25 janvier 1652 sa cousine la comtesse Éléonore-Madeleine de Hohenlohe-Weikersheim (1635–1657), fille de Georges-Frédéric de Hohenlohe-Weikersheim (1569–1647). Elle meurt en 1657, après avoir eu quatre enfants :
- Sophie Marie (* / † 1653) ;
- Philippe Albert (* / † 1654) ;
- Marie Madeleine (* / † 1655) ;
- Ernest Eberhard Frédéric (1656–1671).

En 1658, Henri-Frédéric se remarie avec la comtesse Julienne-Dorothée de Castell-Remlingen (1640–1706). Ils ont ensemble les seize enfants suivants :
- Albert-Wolfgang de Hohenlohe-Langenbourg (1659–1715), époux de la comtesse Sophie-Amélie de Nassau-Sarrebruck (1666–1736) ;
- Christine Julienne (* / † 1661) ;
- Christian Louis (1662–1663) ;
- Philippe Frédéric (1664–1666) ;
- Sophie Christine Dorothée (* / † 1666) ;
- Louise Charlotte (1667–1747), épouse du comte Louis Gottfried de Hohenlohe-Waldenbourg (1668–1728) ;
- Christian Charles (1668–1743), époux de la comtesse Marie-Catherine de Hohenlohe-Waldenbourg (1680–1761) ;
- Éléonore Julienne (1669–1730), épouse du comte Jean-Ernest de Hohenlohe-Öhringen (1670–1702) ;
- Marie Madeleine (1670–1671) ;
- Eberhard Frédéric (1672–1737), marié une première fois en 1701 à Frédérique-Albertine d'Erbach-Fürstenau (1683–1709), puis en 1709 à Augusta-Sophie de Wurtemberg (1691–1743) ;
- Jeanne-Sophie de Hohenlohe-Langenbourg (1673–1743), épouse du comte Frédéric-Christian de Schaumbourg-Lippe (1655–1728) ;
- Marie-Christiane (1675–1718), nonne à l'abbaye de Gandersheim ;
- Maurice Louis (1676–1679) ;
- Augusta-Dorothée (1678–1740), épouse du comte Henry XI de Reuss-Schleiz (1669–1726) ;
- Henriette-Philippine de Hohenlohe-Langenbourg (1679–1751), épouse du comte Louis-Crato de Nassau-Sarrebruck (1663–1713) ;
- Ernestine Élisabeth (1680–1721).